# 羅伯特·博布羅茨基
羅伯特·博布羅茨基（2000年7月17日—）是一名羅馬尼亞前大學籃球選手。他身高2.31 公尺，因其出眾的身高而備受注目。2016年移居美國，在俄亥俄州日內瓦就讀高中後，他在密西根州羅切斯特希爾斯的羅切斯特基督教大學就讀並效力至2021-2022賽季。

## 早年生活
博布羅茨基生於羅馬尼亞阿拉德，是身高2.17公尺的匈牙利裔羅馬尼亞國際籃球選手齊格蒙·博布羅茨基（Zsigmond Bobróczky，曾為格奥尔基·穆雷桑的隊友）與身高1.86公尺的前排球和手球選手布倫希爾德（Brunhilde）的兒子。8歲時，他的身高比他母親還要高，高1.88公尺，到12歲時，他的身高達到2.18公尺，超過了他的父親。因此，在8到13歲期間，他的身高比羅伯特·瓦德羅還要高。他幾乎一生都是醫學研究的對象，因此普遍認為他的身高是健康遺傳的結果（即家族性或憲制性高身材），而非荷爾蒙疾病或過度生長症候群。博布羅茨基在2017年1月高中籃球首秀時體重只有86公斤，身高2.31公尺的他被認為體重過輕，BMI為16.1。

## 運動生涯

### 青少年
2014年，博布羅茨基被羅馬藍星招募，這是一家位於義大利的業餘級籃球俱樂部，曾培育出NBA大前鋒安德烈亞·巴爾尼亞尼。一份關於他的球探報告指出，博布羅茨基擁有改良過的中距離跳投和傳球能力，而且他的身體特質讓他在對抗任何對手時都顯得格格不入。然而，就像大多數與他身材相仿的球員一樣，博布羅茨基在球場上受限於他缺乏肌肉、耐力與行動能力。他笨拙的步態和疲憊的威脅迫使博布羅茨基在幫助球隊贏得15歲以下冠軍之後，只能上場有限的時間。儘管他的能力有限，博布羅茨基在2016年初成為網際網路的紅人，因為他在與羅馬藍星的比賽中，主宰比他矮許多的競爭對手的影片浮出水面。

### 高中
2016年，博布羅茨基移居美國俄亥俄州日內瓦，就讀預科學校SPIRE學院。進入大一新球季後，博布羅茨基被限制上場時間，因為他試著增強體能，以轉換到速度更快、體能更充沛的美國籃球。2017年1月14日，博布羅茨基代表SPIRE學院首次亮相。截至2018年1月，他就讀於附近的大河學院。
2020年7月，博布羅茨基投身羅切斯特基督教大學，該校在花名冊上將他的姓氏拼成「Bobroczkyi」。

### 大學
2020年秋季，由於COVID-19大流行，他在開課後不久就回到羅馬尼亞，但在2021年秋季又回到美國，在羅切斯特基督教大學的JV名單上再次拼寫「Bobroczkyi」。

## 個人生活
高中時，博布羅茨基穿著美國碼17號鞋，褲長為140公分。
博布羅茨基會說羅馬尼亞語、匈牙利語、英語、塞爾維亞語和義大利語。
2024年，博布羅茨基在費德·阿瓦雷茲執導的科幻恐怖片《異形：羅穆路斯》中首次出演人類-異形變種人（片中名為「後裔」）。

## 外部連結
- 羅伯特·博布羅茨基在互联网电影资料库（IMDb）上的資料（英文）
- 羅伯特·博布羅茨基在fiba.basketball（英语）
- 羅伯特·博布羅茨基在archive.fiba.com（存檔）（英语）
- 羅伯特·博布羅茨基在Eurobasket.com（球員）（英语）
- 羅伯特·博布羅茨基在Proballers（英语）
- 羅伯特·博布羅茨基在RealGM（英语）